# Hégésippe Simon

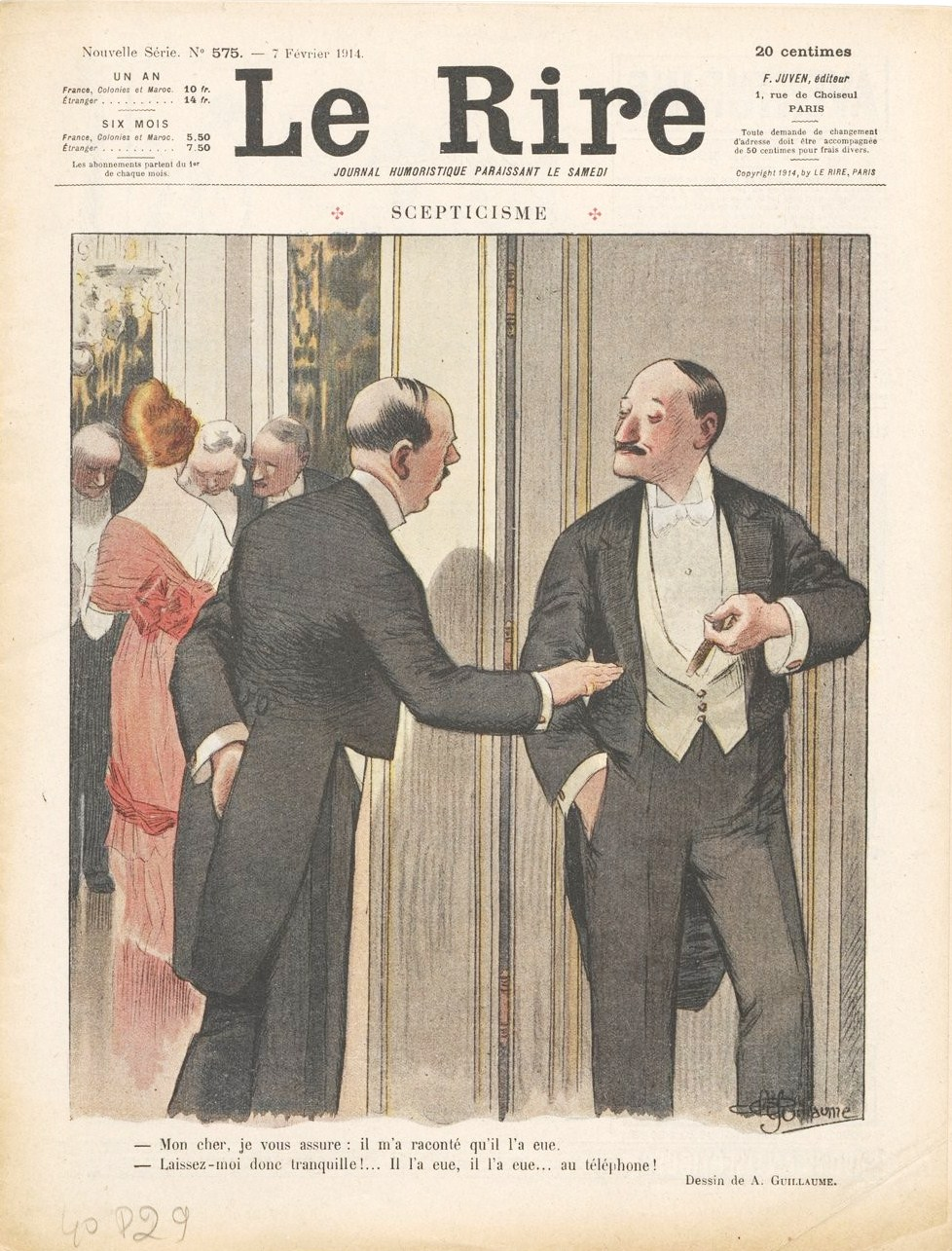
Il settimanale umoristico Le Rire del 7 febbraio 1914 attesta la riuscita della burla.

Hégésippe Simon è un personaggio immaginario, figura fittizia di un uomo politico francese che, nel 1913, fu argomento di una burla intesa a ridicolizzare la classe politica, mettendone in luce superficialità e vanità.
A più di cento esponenti politici francesi fu inviata per lettera la richiesta di fondi per la celebrazione del centenario della nascita di un tal Hégésippe Simon; la vicenda assunse toni grotteschi scatenando una gara tra i politici dell'epoca tra chi fosse maggiormente amico e affine al fantomatico precursore della democrazia in Francia.

## Storia
(Dalla lettera inviata ai parlamentari da "Hégésippe Simon")
Il 20 agosto 1913 alcuni deputati, scelti a caso tra quelli del Partito Radicale, ricevettero un'identica lettera da parte di un certo Comitato d'iniziativa per il centenario di Hégésippe Simon:
(Dalla lettera inviata ai parlamentari dal "Comitato d'iniziativa per il centenario di Hégésippe Simon")

La cerimonia alla quale le autorità erano state invitate era fissata per il 31 marzo 1914, nella città di nascita dell'uomo politico che tuttavia venne indicato in modo differente in ogni lettera in modo che ogni deputato era stato invitato a partecipare alla cerimonia in una località del proprio distretto elettorale.

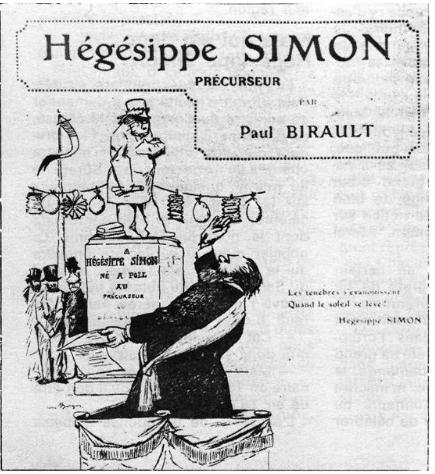
La copertina del volume Hégésippe Simon, précurseur, pubblicato da Paul Birault.

Hégésippe non era ovviamente mai esistito ma era stato inventato da Paul Birault, tipografo e poeta surrealista. Costui era sicuro che nessun uomo politico si sarebbe mai curato di cercare altre informazioni, ipotesi che trovò conferma negli sviluppi della vicenda. Non appena ricevute le prime due adesioni da parte di altrettanti deputati, Birault decise di sollecitare i ritardatari con una nuova lettera con la quale si metteva in evidenza la partecipazione all'evento dei due politici, Félix Chautemps e Paul Meunier, e raccomandando la sollecita risposta all'invito. Subito dopo estese l'invito a un centinaio di senatori. In poche settimane ogni deputato, all'insaputa degli altri, si pavoneggiava con i colleghi vantando amicizie e parentele con Hégésippe, mentre tutti tessevano pubbliche lodi alla sua illuminata saggezza. Tali presunte conoscenze e affinità politiche furono millantate per iscritto, fornendo a Birault molto materiale che raccolse in un volume intitolato Hégésippe Simon, Precurseur, insieme a tutta la documentazione della burla. Tra di essi vi fu anche il vice presidente del Senato e Ministro della Pubblica Istruzione della terza Repubblica francese, Maurice Faure.
Gli esiti dello scherzo andarono ben oltre le intenzioni, assumendo caratteristiche virali: ci fu chi suggerì di intitolare al politico una strada, mentre un commerciante di formaggi, omonimo dello statista, si lamentò per l'imprevista popolarità del suo nome affermando di essere bersaglio dai lazzi dei clienti e dei conoscenti. Altri invece, incapaci di arrendersi all'evidenza, cercavano di identificare il fantomatico Simon con personaggi realmente esistiti. A nulla valsero le raccomandazioni alla prudenza che la polizia rivolse ad alcuni politici, a seguito di ovvie infruttuose ricerche circa l'esatto luogo e data di nascita di Simon.
La verità fu resa nota il 21 gennaio 1914 quando Birault, dalle colonne del suo giornale l'Éclair, rivelò i retroscena della burla consegnando al ludibrio pubblico i politici beffati; tuttavia l'imminente scoppio della prima guerra mondiale tolse ai francesi la voglia di ridere e gli echi della notizia, giunta anche oltre oceano, si attenuarono ben presto.

## Influenza culturale
- Nei mesi successivi allo scherzo, in Francia, si diffuse una canzone umoristica con protagonista Hégésippe Simon.[1]
- La diffusione mediatica della riuscita burla fu così vasta che il nome di Hégésippe Simon fu spesso utilizzato, anche anni dopo, come pseudonimo a firma di articoli su diversi giornali umoristici.[4]
- Nel centenario della burla, in occasione dell'immaginario bicentenario della nascita del fantomatico uomo politico, un movimento goliardico si è fatto promotore di una campagna, presentata al primo ministro francese, per dedicare l'anno 2014 a Hégésippe Simon.[5]